# 黎明行動 (電影)
《黎明行動》（英語：Dawn Operation／Operation at Dawn）是於2008年在中國大陸上映的劇情片，為根據黑龍江省佳木斯市原市長段寶坤的真實經歷改編。該片被中宣部文藝局列為全國迎接新中國成立60週年重點影片。
從劇情上看，該片與斯皮爾伯格的《拯救大兵瑞恩》十分相似，都是一群戰士為了一個素不相識的人犧牲。

## 劇情
講述的是抗戰勝利後的1946年的故事。為了獲得東北的煤炭分佈圖，國民黨劫持了段錦頤。東北民主聯軍組成了一支6人的營救小分隊，在謝君豪飾演的小分隊隊長的帶領下，與國民黨鬥智斗勇，最終成功營救了段錦頤，但六個人卻全部因此獻出生命。
影片描寫的是1945年，東北的佳木斯市因戰爭破壞，面臨一場因缺煤造成的巨大災難。在嚴峻關頭，共產黨領導的佳木斯政府，為了保護藏煤圖，與在暗處的國民黨特別行動隊開展了驚心動魄的較量。最後段景頤和他的妻子將幾經劫難的影集《憶櫻集》獻給人民政府，因為這本影集中，隱藏著東北的煤炭分佈圖。

## 演職員表
| 演職員 | 角色     |
| 謝君豪 | 何非     |
| 韋力   | 段景頤   |
| 王剛   | 老爺子   |
| 方小月 | 劉菊     |
| 安雅   | 纓子     |
| 來喜   | 迷糊     |
| 康良   | 大墩     |
| 王強   | 小泥鰍   |
| 周國賓 | 薛汝勇   |
| 施權展 |          |
| 姚安濂 | 張平之   |
| 王帥   | 山田長治 |

## 外部鏈接
- 时光网上《黎明行動》的資料（简体中文）
- 豆瓣电影上《黎明行動》的資料 （简体中文）